# Centrotoclytus nigriceps
Centrotoclytus nigriceps là một loài bọ cánh cứng trong họ Cerambycidae.